# Яцек Одровонж
Я́цек Одрово́нж (іноді Гіяцинт, пол. Jacek Odrowąż; близько 1183 — 15 серпня 1257) — польський католицький священник, домініканець, місіонер, святий. Представник шляхетського роду Одровонжів. Народився у Сілезії, Польща. Син Евстахія Одровонжа. Навчався у Кракові, Празі, Парижі, Болоньї. Доктор канонічного права. Перебуваючи у Римі зі своїм дядьком, краківським єпископом Іво Конським, познайомився зі святим Домініком. Одним із перших вступив до Ордену домініканців (1220). Розбудовував представництва Ордену на батьківщині, в Сандомирі й Кракові. Працював місіонером у Польщі, Померанії, Пруссії, Литві, Данії, Швеції, Норвегії, Русі (1223–1233, 1238–1240), Візантії. Заснував у Києві католицьку церкву Діви Марії, монастирі в Чернігові й Червоногороді. Брав участь у переговорах про унію православних Русі зі Святим Престолом. Повернувся до Польщі через монгольську навалу. На батьківщині займався реформування жіночих монастирів. За переказом, під час нападу на конвент, чудом врятував статую Діви Марії, що важила більше ніж він міг нести. Помер у Кракові, Польща. Похований у Церкві святої Трійці. Канонізований 1594 року рішенням папи Климента VIII. День вшанування — 17 серпня. Частина мощей зберігається в домініканській церкві в Парижі. В іконографії та живописі зображується домініканським ченцем біля статуї Діви Марії. Прізвиська — Апостол Півночі та Апостол Слов'ян. Також — Якинт, Якинф, Гіацинт (лат. Hyacintus).

## Родовід
- Саул Павло Одровонж
  -  Гертруда Одровонж
  -  Євстахій Одровонж
    -  Яцек Одровонж, святий

  -  Іво Одровонж, єпископ краківський
  -  Мирослав Станіслав Одровонж
    -  Броніслава Одровонж
    -  Чеслав Одровонж

  -  Іван Одровонж
    -  Одровонжі, шляхетський рід

## Біографія
Народився у Камені під Ополем або у Кракові. Син Евстахія, синівець Іво (канцлер короля Лешека Білого), брат Якуба Одровонжів. За непевним переданням, близький родич блаженного Чеслава.
Ймовірно, навчався у катедральній школі Кракова тоді, коли її схоластиком був Вінцентій Кадлубек. Вчився на теологічному факультеті Сорбонни, де, за одними даними, вступив у домініканський орден.
У 1220 році супроводжував Іво Одровонжа та блаженного Чеслава з місією до Риму. Перебуваючи у місті, вирішив вступити до новозаснованого ордену домініканців. Дуже ймовірно, його скерували до монастиря ордену в Болоньї, де він мав теологічні студії. На початку 1221 покинув місто, як пов'язаний з новоутвореною Угорською провінцією ордену переїхав до Каринтії, згідно з традицією — засновник монастиря у місті Фрезаху.
У 1228 році (за іншими даними, 1222 або невдовзі по 1223) разом з братом приїхав до Києва. Його метою була місійна діяльність в Русі та серед половців. Князь Володимир Рюрикович дозволив їм збудувати церкву Діви Марії і монастир. 1233 року цей же князь за невідомих обставин вигнав з Києва всіх домініканців.
Яцек зміг заснувати монастирі у Чернігові й Червоногороді, висвятити пріора ордену Герарда з Вроцлава єпископом Русі. 1238 року повернувся до Києва і організував місію, яка проіснувала до 1240 року. Проте наступ татар змусив його разом із місією виїхати до Польщі.
Учасник переговорів про унію Руси з Ватиканом, похований у Кракові у домініканському костелі св. Трійці.
17 квітня 1594 року папа Климент VIII канонізував Яцека. В католицькій церкві він відомий під прізвиськом «Апостол Півночі». Днем шанування святого обрали 17 серпня.

## Вшанування пам'яті
- У 1594–1601 роках існувала «Руська провінція святого Яцека» домініканського ордену з центром у Львові (у 1601–1946 — окремий вікаріат ордену).
- Вулиця у Львові (тепер вулиця Архипенка).[4]
- Певний час містечко Мрин називалося «Яцкополь».

## Патрон
24 вересня 1686 року римський папа Інокентій XI на прохання короля Яна III Собеського, кардиналів Карло Барберіні і Яна-Казимира Денгоффа, проголосив святого Яцека головним патроном Королівства Польського і Великого князівства Литовського, нарівні зі святим Станіславом Косткою).
Святий Яцек також вважається покровителем Катовицької і Опольської архідіоцезій, Сілезії, Волинської провінції домініканців.
- Україна: Річ Посполита (від 1686), домініканці на Волині, Давидів, Мрин
- Білорусь: Річ Посполита (від 1686)
- Литва: вся країна; Річ Посполита (від 1686)
- Польща: вся країна; Сілезія; Річ Посполита (від 1686)
- Португалія: Сан-Жасінту